# Aeroporto Internacional de Amarillo
O Aeroporto Internacional de Amarillo - Rick Husband (em inglês:  Rick Husband Amarillo International Airport) (IATA: AMA, ICAO: KAMA, FAA: AMA) é um aeroporto público localizado a 10 quilômetros (6 milhas) à leste do centro financeiro de Amarillo, no Texas, Estados Unidos. O aeroporto cobre uma área de 3.547 acres e possui duas pistas de pouso e decolagem. Foi nomeado após o acidente do Columbia, no qual faleceu o astronauta Rick Husband, natural de Amarillo.

## Linhas aéreas e destinos
- American Airlines
  - American Eagle Airlines (Dallas/Fort Worth)
- Continental Airlines
  - Continental Express, operado pela ExpressJet Airlines (Houston-Intercontinental)
- Great Lakes Airlines (Clovis, Denver)
- Southwest Airlines (Albuquerque, Dallas-Love, Las Vegas)